# Gulfstream Aerospace Gulfstream V
Il Gulfstream Aerospace Gulfstream V è un business jet usato per voli a lungo raggio. L'aereo è caratterizzato da una lunga e stretta fusoliera; da ali lunghe e sottili con winglet in posizione bassa; ha una coppia di turbofan R-R BR-710 montati nella sezione di coda della fusoliera e un'ampia deriva verticale a T con ampi piani orizzontali.

## Storia del progetto
Il Gulfstream V è stato sviluppato dalla Gulfstream Aerospace per entrare nel mercato dei Business Jet a lungo raggio, entrando in concorrenza diretta con il Global Express; i due aerei furono presentati contemporaneamente durante il congresso annuale del NBAA (National Business Aiviation Association) nell'ottobre 1991; e in un secondo tempo con Falcon 7X e con i Business Jet derivati dai grossi aerei di linea (A320, A340, 737, 767 ecc.)
Il progetto del G-V è un'evoluzione del Gulfstream IV, a cui è stata allungata la fusoliera, è stata riprogettata l'ala per essere più efficiente e si è optato per una rimotorizzazione utilizzando i più performanti R-R BR-710 al posto dei R-R Tay.
Il primo volo del prototipo fu effettuato il 28 novembre 1996 e la prima consegna a un cliente avvenne il 1º luglio 1997; a tutt'oggi sono stati prodotti e consegnati circa 200 esemplari di Gulfstream V nelle varie versioni. Il costo del velivolo si aggira tra i 39 e i 46 milioni di dollari a seconda delle scelte fatte dal cliente.

## Varianti
Gulfstream V: versione base.

Gulfstream V-SP: conosciuto anche come Gulfstream G550 è un'evoluzione della versione base con l'aumento dell'autonomia (ca. 12.500 km), un nuovo cockpit digitale della Honeywell, l'adozione del sistema EVS (Enhanced Vision System) e con l'aumento dello spazio in cabina; lanciata sul mercato nel 2003.

Gulfstream G500:versione del G-550 con autonomia ridotta (ca. 10.500 km) e priva del sistema EVS; lanciata sul mercato in contemporanea con il G-550 nel 2003.

C-37A:Versione del G-V per il trasporto militare utilizzata dall'USAF.

G-550 SIGINT/ELINT: è la versione da ascolto elettronico.

G-550 Eitam: Versione AWACS realizzata appositamente per l'Heyl Ha'Avir.
È dotato del sistema ELTA EL/W-2085 comprendente due radar a scansione elettronica operanti in banda S e L, ognuno con quattro antenne poste in carenature ai lati della fusoliera, nel muso ed in cima alla deriva, in modo da permettere ad entrambi una copertura a 360 gradi.
Il fatto di usare radar a scansione elettronica e non meccanica riduce le esigenze manutentive per l'assenza di parti meccaniche mobili e permette una maggiore versatilità di utilizzo.
Per la comunicazione con altri aerei o veicoli o truppe a terra è dotato di diversi sistemi di trasmissione dati tra cui i Link 11, 16 e 20.
È considerato un'alternativa agli AWACS più grandi come il Boeing E-3 Sentry, vantaggiosa per i minori costi di utilizzo e la capacità di operare da basi con piste più corte e minore supporto logistico.
Nella Heyl Ha'Avir questi aerei sono in servizio dall'inizio del 2008 nel No. 122 Squadron di base a Nevatim, da cui operano anche i Gulfstream V ELINT, denominati localmente Shavit.

## Utilizzatori

### Militari
Algeria
- Al-Quwwat al-Jawwiyya al-Jaza'iriyya

1 G-V consegnato ed in servizio al settembre 2018.
 Costa d'Avorio
- Force Aérienne de la Côte d'Ivoire

1 G.550 Gulfstream V consegnato ed in organico al gennaio 2019.
 Giappone
- Guardia costiera giapponese

2 Gulfstream V ricevuti a partire dal 7 gennaio 2005.
 Grecia
- Polemikí Aeroporía

1 G500 consegnato ed in servizio al marzo 2021.
 Kuwait
- Al-Quwwat al-Jawwiyya al-Kuwaytiyya

1 G.V-SP consegnato ed in servizio al giugno 2022.
 Marocco
- Aeronautica militare del Marocco

1 Gulfstream V consegnato.
 Stati Uniti
- USAF

9 C-37A e 6 C-37B consegnati. 2 C-37B (basati sul G550) ordinati a gennaio 2020, il primo dei quali è stato consegnato il 3 novembre 2021. Il secondo dei due C-37B ordinati nel gennaio del 2020, è stato consegnato il 15 febbraio 2022.
- US Navy

1 C-37A in servizio al maggio 2019.
- United States Coast Guard

1 C-37A in servizio all'ottobre 2020.